# Sát thủ mèo hoang
Sát Thủ Mèo Hoang (tên tiếng Anh: Cat Run) là một bộ phim hành động hài của Mỹ năm 2011 do John Stockwell làm đạo diễn.

## Diễn viên
- Paz Vega trong vai Catalina Rona
- Janet McTeer trong vai Helen Bingham
- Alphonso McAuley trong vai Julian Simms
- Scott Mechlowicz trong vai Anthony Hester
- Christopher McDonald trong vai Bộ trưởng Quốc phòng Hoa Kỳ William 'Bill' Krebb
- Karel Roden trong vai Carver
- DL Hughley trong vai Dexter
- Tony Curran trong vai Sean Moody
- Michelle Lombardo trong vai Stephanie
- Heather Chasen trong vai mẹ của Bingham
- Branko Đurić với tư cách là chính mình

## Sản xuất
Sát Thủ Mèo Hoang được quay ở Serbia và Montenegro.

## Doanh thu
Sát Thủ Mèo Hoang được phát hành ngày 1 tháng 4 năm 2011. Phim đạt được doanh thu 30.000 đô la trong nước. Universal cũng đã cho ra mắt dịch vụ cho thuê phim vào ngày 19 tháng 6 năm 2012.